# Арск (станция)
Арск — железнодорожная станция Казанского региона Горьковской железной дороги — филиала ОАО «РЖД». Расположена на территории Арского района Республики Татарстан, в городе Арске.
С момента возникновения входила в Московско-Казанскую железную дорогу (в 1930-е годы в её Казанский эксплуатационный район), с 1936 года в составе Юдинского отделения Казанской железной дороги, с 1961 года в составе Казанского отделения (с 2010 года региона) Горьковской железной дороги.

## История
Станция открыта в 1919 году. Кирпичное здание вокзала, расположенное с северной стороны, в 2001 году построено заново.

## Дальнее сообщение
| № поезда | Маршрут движения          | № поезда | Маршрут движения          |
| -------- | ------------------------- | -------- | ------------------------- |
| 45       | Екатеринбург — Кисловодск | 46       | Кисловодск — Екатеринбург |
| 367      | Киров — Кисловодск        | 368      | Кисловодск — Киров        |

## Инфраструктура
Примыкающие перегоны (Куркачи — Арск и Арск — Корса) двухпутные, электрифицированные, оборудованы системой трёхзначной односторонней автоблокировки. Имеется переходной путепровод. Станция является конечным пунктом для ряда пригородных поездов, также здесь имеют остановку часть поездов дальнего следования. На станции производится грузовая работа. Ответвляются подъездные пути на Арский элеватор, Арский асфальтобетонный завод. Со стороны чётной горловины станции находится мотовозное депо.